# مقبرة إقبال
قبر العلامة إقبال، أو مزار إقبال (الأردية: مزارِ اقبال) هو ضريح يقع داخل هازوري باغ، في مدينة لاهور الباكستانية، عاصمة مقاطعة البنجاب.

## خلفية تاريخية
يعد إقبال أحد الملهمين الرئيسيين وراء الحركة الباكستانية، ويحظى بالتبجيل في باكستان باسم مفكر باكستان أو شاعر المشرق. توفي إقبال في 21 أبريل 1938 في لاهور عن عمر يناهز 60 عامًا. يأتي آلاف الزوار إلى الضريح كل يوم لتقديم احترامهم للشاعر الفيلسوف. يقال أن مصطفى كمال أتاتورك أرسل الأرض التي جمعت من قبر مولانا الرومي لتُرش على هذا القبر.

## تاريخ
بعد وقت قصير من وفاة إقبال في أبريل 1938، تم تشكيل لجنة برئاسة شودري محمد حسين.كانت المشكلة الرئيسية في تحقيق هذا النصب هي الافتقار إلى الأموال الكافية. قررت اللجنة عدم قبول أي تبرعات من الحكومات المحلية وحكام الولايات، وبالتالي تم جمع الأموال من خلال المساهمات من أصدقاء إقبال والمعجبين به وتلاميذه.

## العمارة

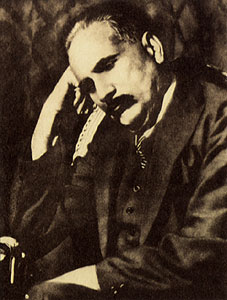
محمد إقبال ،رئيس الرابطة الإسلامية عام 1930

العمارة لديها مزيج من الأنماط. ومع ذلك، فهو يعكس بشكل أساسي أسلوب المغول. تم تشييد الهيكل بالكامل من الحجر الرملي الأحمر، الذي تم إحضاره من جايبور، الهند البريطانية، وبناء الرخام من ماكرانا، راجبوتانا. بعد استقلال باكستان في عام 1947 تأثر البناء بسبب قيود تصدير الحجر الأحمر من الهند. توجد ستة مقاطع لشعر الغزل من عمل إقبال الشعري زبور عجم (المزامير الفارسية) وهي محفورة على السطوح الداخلية للضريح. في الخارج توجد حديقة صغيرةموزعة على قطع صغيرة. صمم الضريح نواب زين يار جانغ باهادور، كبير المهندسين المعماريين في حيدر أباد ديكان، واستغرق بناؤه ثلاثة عشر عامًا بتكلفة حوالي مائة ألف روبية باكستانية (100،000 روبية). كان السبب الرئيسي للتأخير هو توقف الحجر الأحمر من جايبور في الهند بعد الاستقلال.

## القبر والضريح
الضريح المستطيل له بابان في الجانب الشرقي والجنوبي على التوالي، ومطعم بالرخام، بينما القبر نفسه مصنوع من الرخام الأبيض. كان شاهد القبر هدية من شعب أفغانستان، ومصنوع من اللازورد ومكتوب بآيات قرآنية مكتوبة بالخط الأفغاني.

## الحفاظ عليه
تم إدراج مجمع القبر في آثار التراث المحمي لقسم الآثار في بو

## المعرض

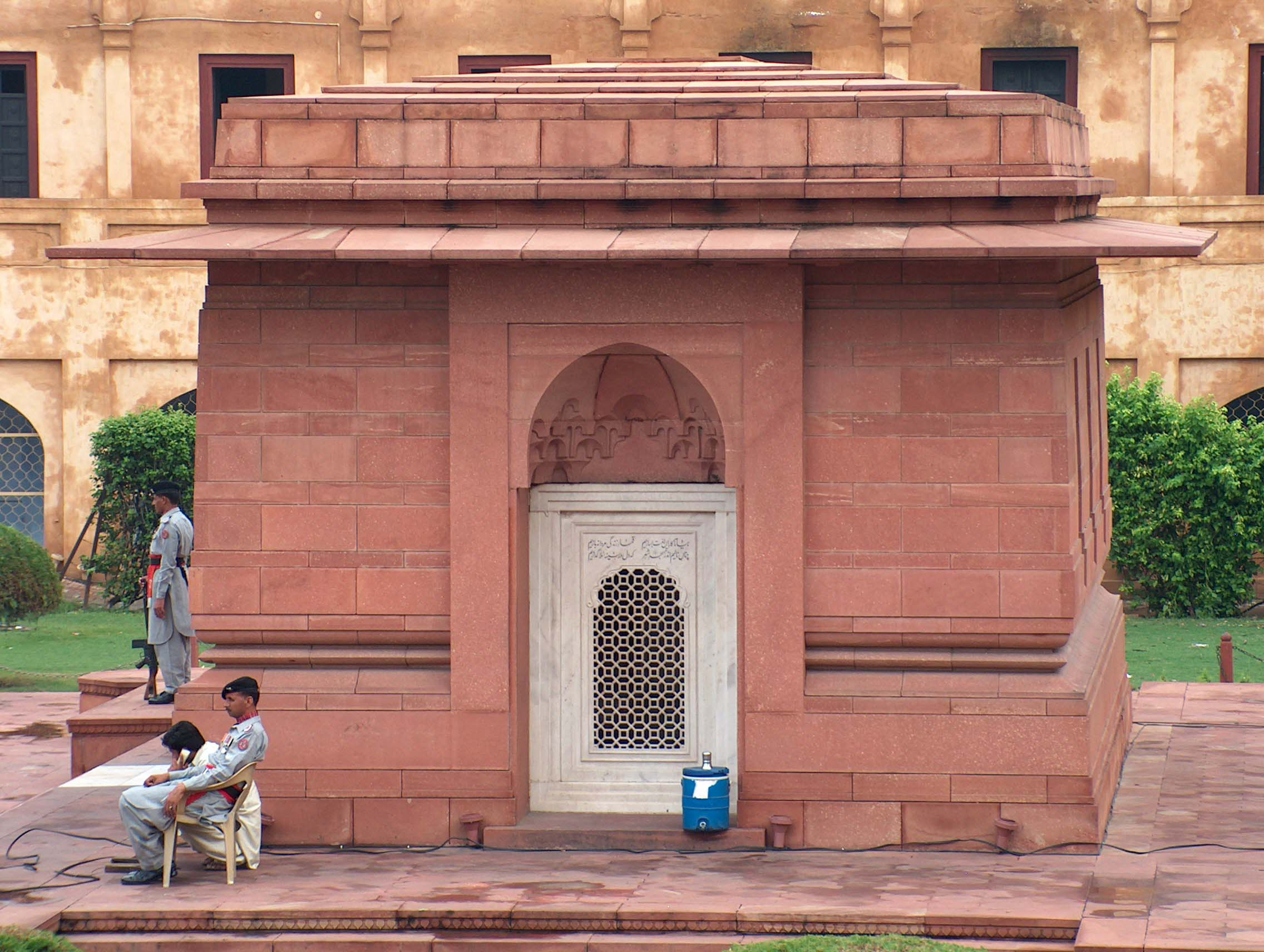
الجدار الشمالي للضريح
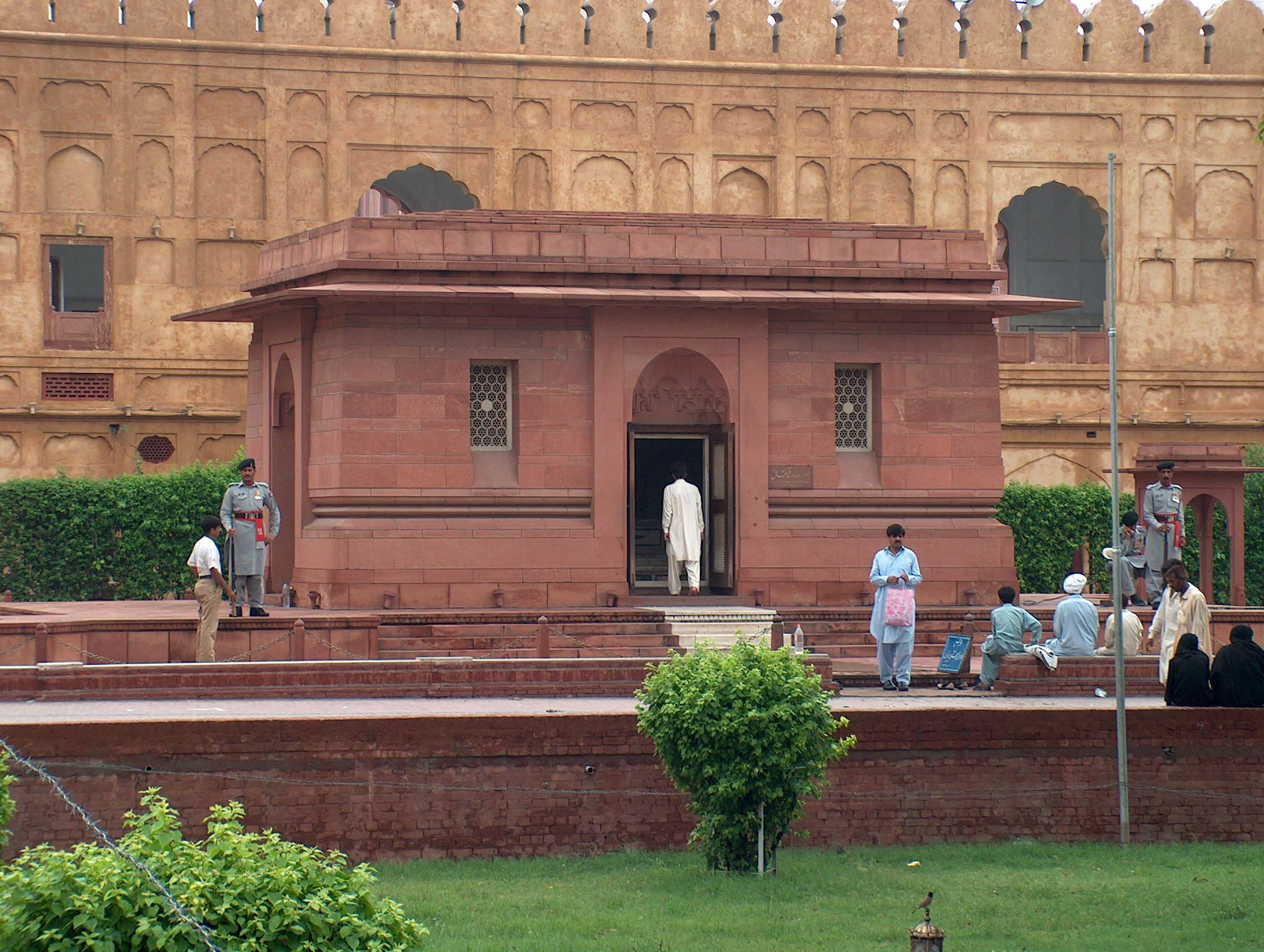
الجانب الجنوبي الشرقي من الضريح
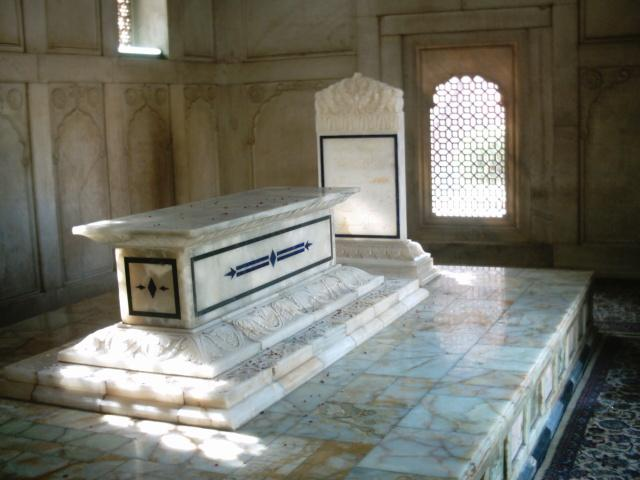
داخل ضريح إقبال، تابوت رخامي
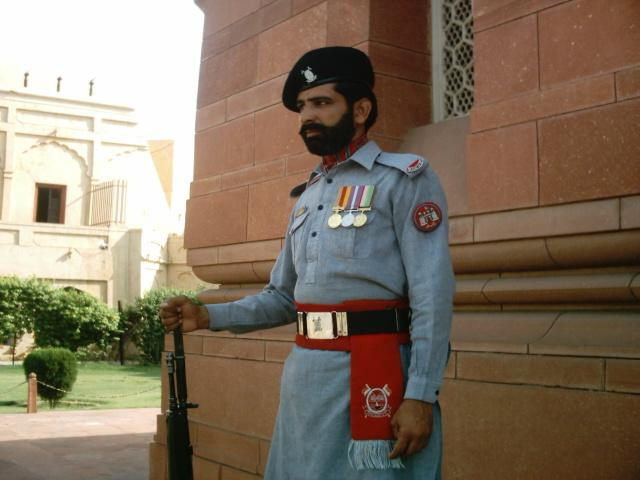
حارس في الضريح، مع وجود قلعة لاهور في الخلفية
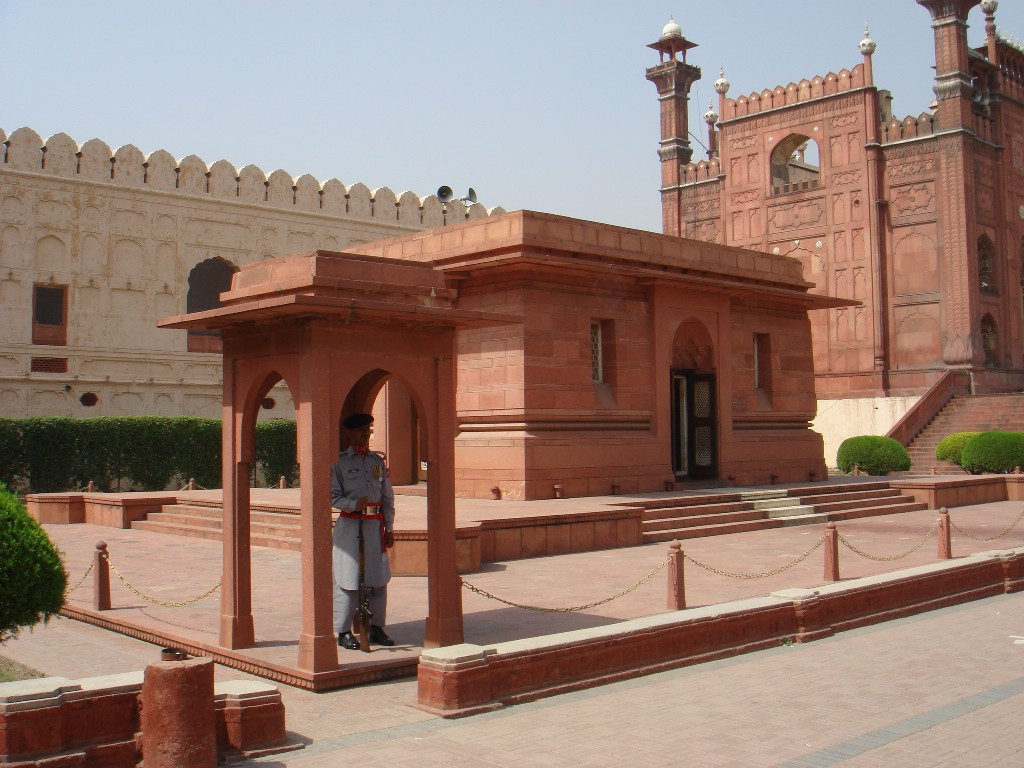
ضريح إقبال المجاور لبوابة مسجد بادشاهي
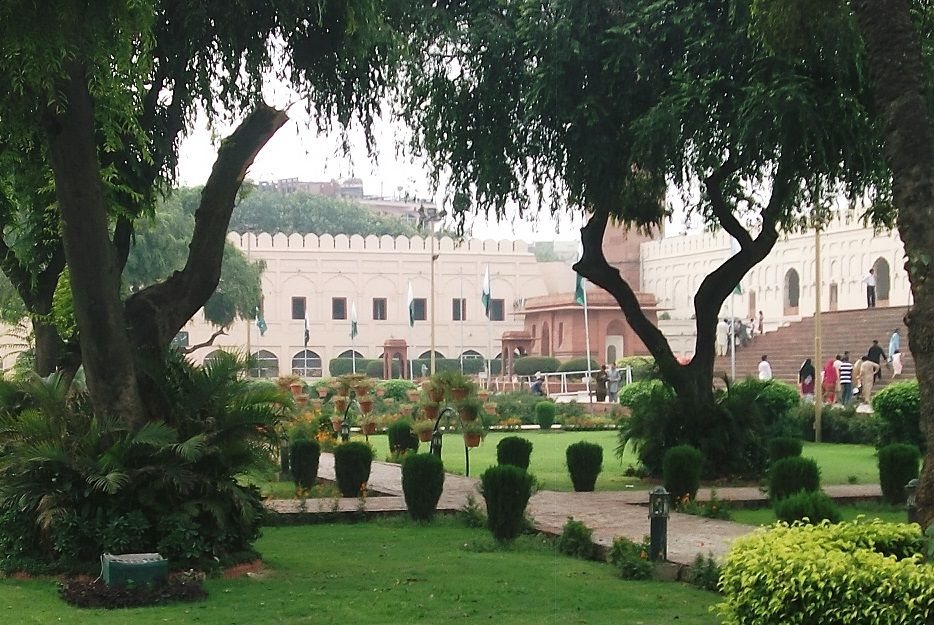
قبر محمد إقبال
قبر إقبال كما هو مبين في الروبية القديمةقبر إقبال كما هو مبين في الروبية القديمة